# Vincenzo Selvaggi
Vincenzo Selvaggi Vercillo (San Marco Argentano, 6 febbraio 1823 – San Marco Argentano, 16 settembre 1845) è stato un poeta, scrittore e patriota italiano dell'Ottocento.

## Biografia
Vincenzo Selvaggi nacque a San Marco Argentano il 6 febbraio 1823 da una nobile famiglia (quinto di sette figli del barone Giovanni Selvaggi e della nobildonna di Rende Rosina Vercillo).
Rimase presto orfano di entrambi i genitori e dai fratelli fu affidato alle cure dei padri del seminario diocesano di S. Marco Argentano, ove compì (insoddisfatto) gli studi fino ai sedici anni. In seminario, nonostante egli fosse un allievo modello e brillante, non fu apprezzato, perché agli studi canonici di grammatica e teologia preferiva i classici e soprattutto gli autori moderni. Fu entusiasta dei “Lombardi alla prima crociata” di Tommaso Grossi, e “Dei Sepolcri” di Foscolo. 
A sedici anni, compiuti gli studi del seminario, si recò a frequentare a Napoli la facoltà di Giurisprudenza, seguendo però con poca assiduità i «Corsi» di Vincenzo Clausi. A Napoli, conobbe il più anziano Domenico Mauro e incominciò a frequentare il famoso ed antico «Caffè d'Italia», luogo di incontro dei liberali napoletani. 
La propaganda mazziniana infervorava i giovani e si andavano organizzando ovunque moti sovversivi, che avrebbero poi dovuto scoppiare in tutta l'Italia. Anche in Calabria Mazzini aveva costituito un «Comitato insurrezionale», che aveva il compito di allertare il popolo calabrese. Pietro De Roberto, accordatosi con Domenico Mauro per il giorno e l'ora dell'insurrezione, prese accordi anche con Vincenzo Selvaggi ed altri, e, per non suscitare sospetti, con la scusa della caccia, scelse come punto di incontro un noto castagneto. Lì fu stabilita ogni cosa, ma nonostante la preparazione la rivolta fallì e molti rivoltosi furono feriti, altri catturati, altri infine fucilati. 
I fratelli Bandiera, insieme ai loro compagni, arrivati troppo tardi in soccorso degli insorti calabresi, furono anch'essi catturati e fucilati nel Vallone di Rovito a Cosenza. Intanto, Vincenzo Selvaggi, già schedato dalla polizia borbonica come mazziniano, liberale e rivoluzionario, appena giunto a S. Marco Argentano, ottenne l'incarico di docente di lettere italiane, latine e greche nel seminario diocesano di quella città. A Napoli, la cultura di Vincenzo Selvaggi trovò il modo di arricchirsi, per la lettura diretta dei classici, che nel seminario gli era proibito approfondire (soprattutto Dante e Giambattista Vico). Inoltre, il suo animo si apriva al fascino delle dottrine romantiche che giungevano dalla Lombardia. Vincenzo Selvaggi rientrò a S. Marco dopo il fallito tentativo di sommossa e, come si è detto, ottenne l'insegnamento di lettere in quel seminario. 
Nel periodo del suo ultimo soggiorno a S. Marco, il Selvaggi terminò la composizione del suo dramma: “Il Barone di Vallescura”, che è considerato come un grido di libertà contro la tirannia del governo borbonico. Il Selvaggi scrisse dei saggi critici sul Monti, sul Manzoni, sulla Sambucina del Padula, sulla “Corona di chiodi“ del Valentini. Perse il fratello maggiore Baldasarre, perse il padre e subito dopo la madre e (nell'ottobre 1843) anche la sorella Maria Beatrice, che aveva preso i voti religiosi, con il nome di Suor Clarice. 
La notte del 16 settembre 1845 il poeta, a 22 anni, morì prematuramente (di tisi) e la sua salma fu tumulata nella chiesa dei padri Riformati in S. Marco Argentano.
«Oh, finché il cielo guarderan quest'occhi, 
sempre nobil sarò, fosse la vita
tutta un montar per disastrosi rocchi.»
Reminiscenze di Velindo in una notte insonne

## Opere
Fu annoverato tra i massimi esponenti del romanticismo calabrese unitamente a Vincenzo Padula e a Domenico Mauro. È l'autore di un famoso poemetto in ottava rima dal titolo: "Il Vecchio Anacoreta" pubblicato a Cosenza nel 1843, presso la tipografia Migliaccio. Ha scritto, inoltre, varie poesie, drammi e articoli di critica letteraria, alcuni di essi, pubblicati sul periodico "Il Calabrese" ed altre riviste di lettere, scienze ed arte. È autore di un dramma inedito dal titolo: "Il Barone di Vallescura". 
Molti studiosi e letterati, dell'800 e del '900, hanno scritto intorno alla sua vita e alle sue opere, dal Padula, al Mauro, al Julia, al Candela, al Cristofaro, al Pagano, al Capalbo.